# Antonio Enríquez de Guzmán
Antonio Enríquez de Guzmán (m. 24 de diciembre de 1610), VI conde de Alba de Liste desde 1604, caballero y Bailío de Lora del Río por la Orden de San Juan de Jerusalén, regidor perpetuo de Zamora y alférez mayor de la misma ciudad por concesión real del 20 de diciembre de 1605. También desempeñó en la Corte los oficios de gentilhombre de Cámara, cazador mayor de volatería de Felipe II desde el 20 de febrero de 1598, de Felipe III desde el tercio postrero de ese año —que perdió pero luego recuperó el 28 de marzo de 1603— y caballerizo mayor de la reina Margarita Teresa de Austria por concesión del 25 de noviembre de 1599. Era hijo de Enrique Enríquez de Guzmán, IV conde de Alba de Liste, y de su esposa, María de Toledo Pimentel. 
Participó en las luchas de Malta, Orán, Mazalquivir y Granada contra los infieles y también en la Guerra de los Ochenta Años acompañando a su hermano mayor, Diego, y a su tío, el Gran Duque de Alba. En 1608, mientras era alférez mayor de Zamora, donó a su Catedral varios tapices ilustres, específicamente los de Tarquinio Prisco, el Rapto de Helena, la Destrucción de Troya y el Botín de Cannas, las mazas de plata de los maceros del Ayuntamiento y los escudos de plata de las colgaduras de las Casas Consistoriales, las cuales se colocaban en las festividades.
Falleció en enero de 1611, para algunos, o el 24 de diciembre de 1610, según otros. Dado que lo hizo sin dejar sucesión directa, el condado de Alba de Liste pasó a manos de su primo Enrique Enríquez de Guzmán.